# Vicky Krieps
Pour les articles homonymes, voir Vicky et Krieps.
Vicky Krieps, née le 4 octobre 1983 à Luxembourg, est une actrice germano-luxembourgeoise.
Sa carrière cinématographique démarre en 2009. Elle joue en allemand, en français et en anglais. Elle interprète notamment Jenny Marx dans Le Jeune Karl Marx (2017) de Raoul Peck,  Alma Elson dans Phantom Thread (2017) de Paul Thomas Anderson, Sissi dans Corsage (2022) de Marie Kreutzer et la reine Anne d'Autriche — l'épouse de Louis XIII — dans Les Trois Mousquetaires : D'Artagnan et Milady (2023) de Martin Bourboulon.

## Biographie
Elle naît à Luxembourg, d'une mère allemande et d'un père luxembourgeois. Ce père, issu d'une famille d’avocats luxembourgeois, a créé une petite entreprise qui acquiert de vieilles copies d'anciens films européens en noir et blanc, les restaure et les revend ensuite. C'est la vision d'un de ces films, La Belle et la Bête, de Jean Cocteau, qui est, dit-elle, à l'origine de son intérêt pour le cinéma. Son père, Bob Krieps, a été le premier conseiller du ministère de la Culture de Luxembourg entre 2010 et 2016 , a participé à la création de la Sacem Luxembourg et l'a dirigé jusqu'en septembre 2010,,, et l'ancien président du Film Fund Luxembourg,. Plusieurs films avec l'actrice ont été financés par le Film Fund Luxembourg, organisme officiel placé sous la tutelle du ministre chargé de l'audiovisuel et du ministre chargé de la culture, qui met en œuvre la politique globale de soutien de l'État Luxembourgeois aux productions audiovisuelles,,. Son grand-père paternel, Robert Krieps, était un ancien résistant et homme politique luxembourgeois, lui-même fils du député Adolphe Krieps. Elle suit une formation au lycée de garçons à Luxembourg. Elle parle l'allemand, le français, le luxembourgeois et l'anglais. Par la suite, elle étudie à la Haute École d'art de Zurich en Suisse.
À 20 ans, elle part pour l’Afrique du Sud travailler dans l'humanitaire pour des enfants séropositifs dans un township. Elle y rencontre une femme sangoma et traverse avec elle l'Afrique de l'Est : le Mozambique, la Tanzanie, jusqu'au Kenya.
Elle débute quelques années plus tard un parcours d'actrice, dans des films luxembourgeois, belges, européens, puis américains. Elle vit à Berlin. Un des rôles qui ont renforcé sa notoriété est son interprétation d'Alma Elson, un des personnages principaux de Phantom Thread, film dramatique britannico-américain écrit et réalisé par Paul Thomas Anderson sorti en 2017,. En 2021, elle est présente au Festival de Cannes pour le film de Mia Hansen-Løve, Bergman Island, présenté en compétition officielle, où elle interprète là encore un des rôles principaux,. Elle confirme son statut d'actrice dramatique avec ses rôles dans les films Serre-moi fort de Mathieu Amalric pour lequel elle est nommée au César de la meilleure actrice puis avec Plus que jamais, qui signe sa seconde collaboration avec la réalisatrice franco-iranienne établie en Allemagne Emily Atef après un petit rôle dans Trois Jours à Quiberon sorti en 2018.

## Vie privée
(juin 2025).
Vicky Krieps vit à Berlin depuis le début de sa vingtaine,. Elle a été en couple avec l'acteur allemand Jonas Laux (de), avec qui elle a deux enfants, une fille, née en 2011, et un fils, né en 2015,,.
En mai 2025, Vicky Krieps se marie avec l'assistant de production grec Lazaros Gounaridis, rencontré sur le tournage du film Hot Milk en 2023.
Vicky Krieps a déclaré à propos du mouvement #MeToo, dans une interview pour le magazine américain Variety  en 2018 : « C'est peut-être très européen, mais je vois toujours les deux côtés. Je suis vraiment désolée pour les personnes qui ont été harcelées, mais je suis aussi très désolée pour les personnes qui ont vécu une vie où ils ont harcelé des gens. Vous ne pouvez pas me dire qu'aucune de ces personnes n'est vraiment heureuse, c'est plus comme une maladie. ». 
En avril 2021, Vicky Krieps faisait partie de la polémique campagne #allesdichtmachen (« fermez tout »), qui mettait en vedette 50 acteurs germanophones se moquant des mesures de protection de l'Allemagne contre le COVID 19. Dans sa vidéo, elle dit, entre autres, que jouer l'a aidée à gérer sa peur des gens : « Pendant ce temps, nous avons tous appris à quel point il est bon de s'évader enfin. S'aliéner, ne pas toujours devoir laisser les autres s'approcher de soi. Surtout, vous ne savez pas si les gens que vous rencontrez sont lavés. ». La campagne a été très critiquée en Allemagne comme étant « insipide » ou « digne de grincer des dents », mais elle a également reçu le soutien de membres de l'extrême droite et de négationnistes du COVID, qui se réjouissaient de trouver des documents soutenant leur propre critique de la gestion de la pandémie par les autorités.
Quand Vicky Krieps a été interrogée sur Instagram au sujet de l'agresseur présumé à l'affiche de son film Corsage, qui a été maintenu dans la distribution même après que la réalisatrice Marie Kreutzer a été prévenue à ce sujet, Krieps, qui est également la productrice déléguée du film, a déclaré : « Alors, un film féministe réalisé par deux femmes devrait être jeté à cause de la mauvaise conduite d'un collègue masculin ? (Deuxième question) À qui exactement cela fait-il du mal ? ». L'affaire est devenue publique en Autriche en juin 2022, lorsque la réalisatrice autrichienne Katharina Mückstein a partagé une publication Instagram qui a suscité beaucoup d'attention dans les médias et a déclenché une nouvelle vague du Mouvement #MeToo en Autriche. Le 13 janvier 2023, un autre partenaire de Krieps dans Corsage, Florian Teichtmeister (qui jouait le mari de son personnage dans le film), a été accusé de possession de matériel pédopornographique et a été condamné à deux ans de prison avec sursis la même année. Dans une interview accordée au magazine américain Variety le 19 février 2023, Krieps a évoqué pour la première fois l'affaire Teichtmeister (en) : « C’est le problème d’un homme qui a probablement besoin de soins et d’aide, et qui doit être jugé par la loi. Je ne vois même pas en quoi cela pourrait être controversé pour le film. Ce fut un choc de savoir que quelqu’un dont j’étais si proche était apparemment quelqu’un que je ne connaissais pas. C’était encore plus choquant et bouleversant de penser aux humains et à la société, à la façon dont nous pensons nous connaître, alors que ce n’est pas le cas. J’y ai beaucoup réfléchi, mais je n’ai jamais compris le rapport avec le film. Il ne joue pas Sissi et le film ne parle pas de virilité. À mes yeux, il n’y a pas vraiment de lien. »

## Filmographie

### Cinéma

#### Années 2000
- 2009 : House of Boys de Jean-Claude Schlim (pl) : la fille du magasin de fleur

#### Années 2010
- 2011 : Elle ne pleure pas, elle chante de Philippe de Pierpont : L'infirmière
- 2011 : Qui, à part nous (Wer wenn nicht wir) de Andres Veiel : Dörte
- 2011 : Hanna de Joe Wright : Johanna Zadek
- 2011 : Anonymous de Roland Emmerich : Bessie Vavasour
- 2012 : Le Secret de Mélusine (D'Schatzritter an d'Geheimnis vum Melusina) de Laura Schroeder : Marie Kutter
- 2012 : Les Arpenteurs du monde (Die Vermessung der Welt) de Detlev Buck : Johanna Gauss
- 2012 : Formentera de Ann-Kristin Reyels (de) : Mara
- 2012 : D'une vie à l'autre (Zwei Leben) de Georg Maas et Judith Kaufmann : Kathrin Lehnhaber/Evensen
- 2012 : D'Belle Époque d'Andy Bausch : Belle
- 2013 : Une histoire d'amour de Hélène Fillières : L'ange
- 2013 : Möbius de Eric Rochant : Olga
- 2013 : La Confrérie des larmes de Jean-Baptiste Andrea : la femme rousse
- 2013 : Avant l'hiver de Philippe Claudel : Caroline
- 2014 : Un homme très recherché (A Most Wanted Man) d'Anton Corbijn : Niki
- 2014 : Les Secrets de Lynn (Das Zimmermädchen Lynn) d'Ingo Haeb (de) : Lynn
- 2015 : Outside the Box de Philip Koch : Yvonne von Geseke
- 2015 : Colonia de Florian Gallenberger : Ursel
- 2016 : Was hat uns bloß so ruiniert de Marie Kreutzer : Stella
- 2016 : Ferien de Bernadette Knoller
- 2017 : Le Jeune Karl Marx de Raoul Peck : Jenny von Westphalen
- 2017 : Phantom Thread de Paul Thomas Anderson : Alma Elson
- 2017 : Gutland de Govinda Van Maele (lb) : Lucy Loschetter
- 2018 : Trois Jours à Quiberon (3 Tage in Quiberon) d'Emily Atef : la femme de chambre
- 2018 : Millénium : Ce qui ne me tue pas (The Girl in the Spider's Web) de Fede Alvarez : Erika Berger
- 2019 : Le Dernier Vermeer (The Last Vermeer) de Dan Friedkin : Minna Holberg

#### Années 2020
- 2020 : Beckett de  Ferdinando Cito Filomarino : Lena
- 2020 : De nos frères blessés de Hélier Cisterne : Hélène Iveton
- 2021 : Serre moi fort de Mathieu Amalric : Clarisse, la mère
- 2021 : Bergman Island de Mia Hansen-Løve : Chris
- 2021 : Old de M. Night Shyamalan : Prisca Cappa
- 2021 : Le Survivant  (The Survivor) de Barry Levinson :  Miriam Wofsoniker
- 2022 : Plus que jamais d'Emily Atef : Hélène
- 2022 : Corsage de Marie Kreutzer : Élisabeth de Wittelsbach, dite « Sissi »
- 2023 : Les Trois Mousquetaires : D'Artagnan de Martin Bourboulon : Anne d'Autriche
- 2023 : Jusqu'au bout du monde (The Dead Don't Hurt) de Viggo Mortensen : Vivienne Le Coudy
- 2023 : The Wall de Philippe Van Leeuw : Jessica Comley
- 2023 : Les Trois Mousquetaires : Milady de Martin Bourboulon : Anne d'Autriche
- 2023 : Ingeborg Bachmann – Reise in die Wüste de Margarethe von Trotta : Ingeborg Bachmann
- 2024 : Went Up the Hill de Samuel Van Grinsven : Jill
- 2025 : Father, Mother, Sister, Brother de Jim Jarmusch
- 2025 : Hot Milk de Rebecca Lenkiewicz : Ingrid
- 2025 : About a Hero de Piotr Winiewicz
- 2025 : Love Me Tender d'Anna Cazenave Cambet : Clémence[31]. Présenté en sélection Un Certain Regard au Festival de Cannes 2025
- Prochainement : Les Trois Mousquetaires 3 de Martin Bourboulon : Anne d'Autriche[réf. nécessaire]

### Courts métrages
- 2008 : La Nuit passée : Christina
- 2009 : X on a Map : Ana
- 2011 : Legal.Illegal : Kicki
- 2015 : M wie Martha : Helene
- 2015 : Pitter Patter Goes My Heart : Lisa

### Télévision

#### Téléfilms
- 2012 : Rommel, le guerrier d'Hitler de Niki Stein : Comtesse de La Rochefoucauld
- 2014 : Elly Beinhorn – Alleinflug (de) de Christine Hartmann : Elly Beinhorn
- 2014 : Das Zeugenhaus (de) de Matti Geschonneck : Marie-Claude Vaillant-Couturier
- 2015 : Mon cher petit village de Gabriel Le Bomin : Elizabeth
- 2015 : Le Jour de vérité d'Anna Justice : Marie Hoffman
- 2015 : Mordkommission Berlin 1 (de) de Marvin Kren

#### Série télévisée
- 2011 : Tatort : Mariam Sert (1 épisode)
- 2018 : Das Boot : Simone Strasser

#### Documentaire
- 2024 : Charlotte Salomon, la jeune fille et la vie, de Delphine et Muriel Coulin : Charlotte Salomon[32]

## Distinctions

### Récompenses
- Lëtzebuerger Filmpräis 2018 : prix de la meilleure interprétation pour Gutland
- International Cinephile Society Awards 2018 : ICS Award pour Phantom Thread
- Jaipur International Film Festival 2017 : Meilleure actrice pour Pitter Patter Goes My Heart
- NewFilmmakers Los Angeles 2017 : NewFilmmakers Los Angeles Best of 2017 Award pour Pitter Patter Goes My Heart
- Santiago International Short Film Festival : Meilleure actrice pour Pitter Patter Goes My Heart
- Rahway International Film Festival 2016 : Meilleure actrice dans un court métrage pour Pitter Patter Goes My Heart
- Munich Film Festival 2014 : Young : German Cinema Award pour Das Zimmermädchen Lynn
- Festival de Cannes 2022 : Prix de la meilleure interprétation à Un certain regard pour Corsage
- Festival du film de Sarajevo 2022 : Prix de la meilleure actrice pour Corsage
- Prix du cinéma européen 2022 : Meilleure actrice pour Corsage

### Nomination
- César 2022 : César de la meilleure actrice pour Serre moi fort